# Kōfuku-ji
Kōfuku-ji 興福寺 Kōfuku-ji es un templo budista de la escuela Obaku ubicado en la ciudad de Nara, en la prefectura del mismo nombre en Japón. El templo, junto a otros edificios, fueron declarados por la Unesco en 1998 como Patrimonio de la Humanidad como parte de los "Monumentos históricos de la antigua Nara". Formó parte del Nanto Shichi Daiji, los siete templos más importantes de Nara.

## Historia

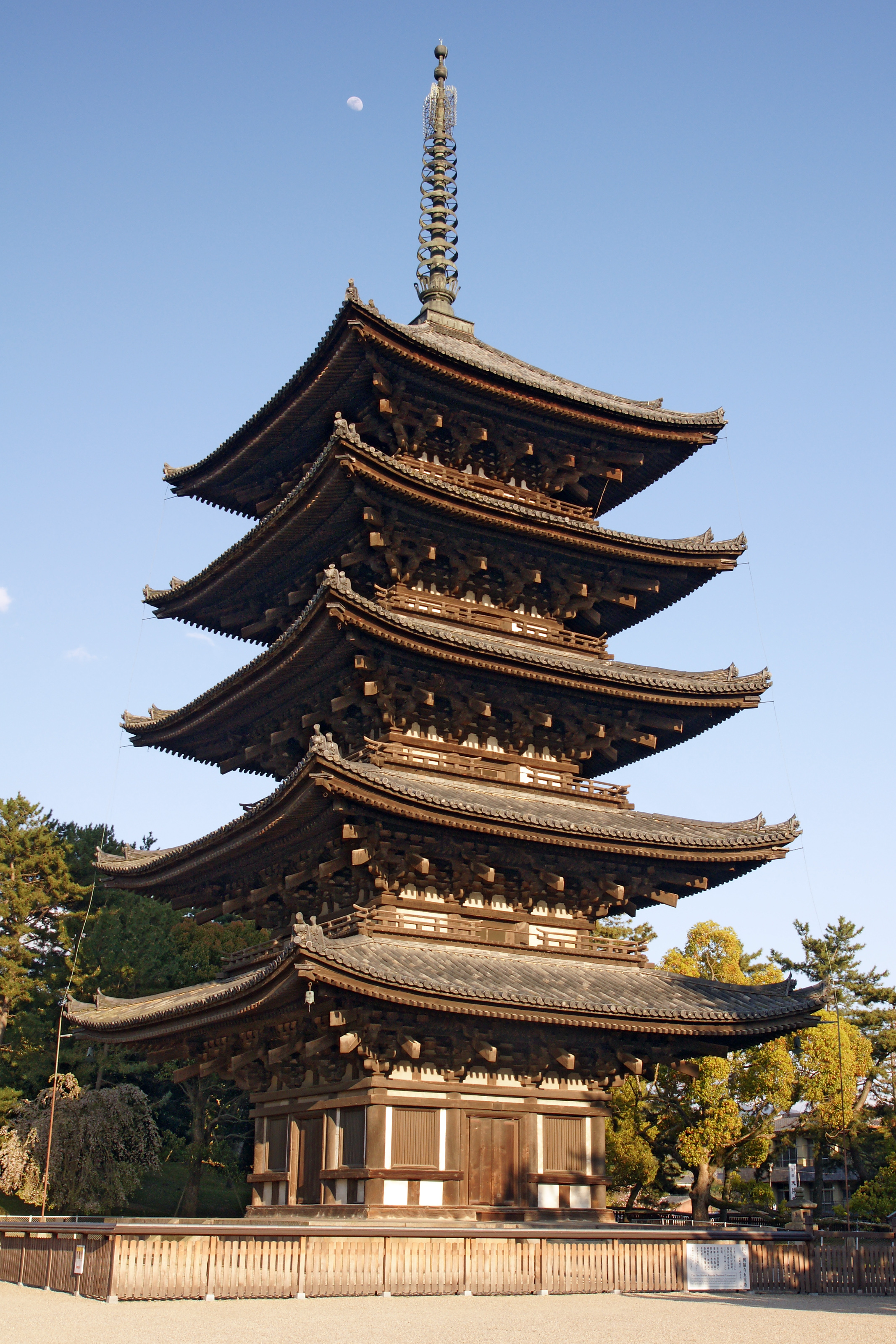
Pagoda que data del 1426.

Kōfuku-ji tiene su origen en 669, cuando fue construido por Kagami-no-Ōkimi (鏡 大君), la esposa de Fujiwara no Kamatari, deseando que su esposo se recuperara de su enfermedad. Inicialmente estaba ubicado en Yamashina, Provincia de Yamashiro (actual Kyoto). En 672, el templo fue trasladado a Fujiwara-kyō, la primera capital japonesa planificada para copiar el patrón de cuadrícula ortogonal de Chang'an. En 710, el templo fue desmantelado por segunda vez y trasladado a su ubicación actual, en el lado este de la capital recién construida, Heijō-kyō, la actual Nara.
Kōfuku-ji fue el templo tutelar del clan Fujiwara, y disfrutó de prosperidad durante el tiempo que lo hizo la familia. El templo no solo fue un centro importante para la religión budista, sino que también conservó influencia sobre el gobierno imperial, e incluso por "medios agresivos" en algunos casos. Cuando muchos de los Nanto Shichi Daiji, como Tōdai-ji, cayeron en declive después del traslado de capital a Heian -kyō (Kyoto), Kōfuku-ji mantuvo su importancia debido a su conexión con los Fujiwara.
El templo fue dañado y destruido por guerras civiles e incendios muchas veces, y fue reconstruido varias veces, aunque finalmente algunos de los edificios importantes, como uno de los tres salones dorados, el Nandaimon, Chūmon y el corredor nunca fueron reconstruidos y faltan a día de hoy. La reconstrucción del Pabellón Dorado Central se completó en 2018.

## Arquitectura

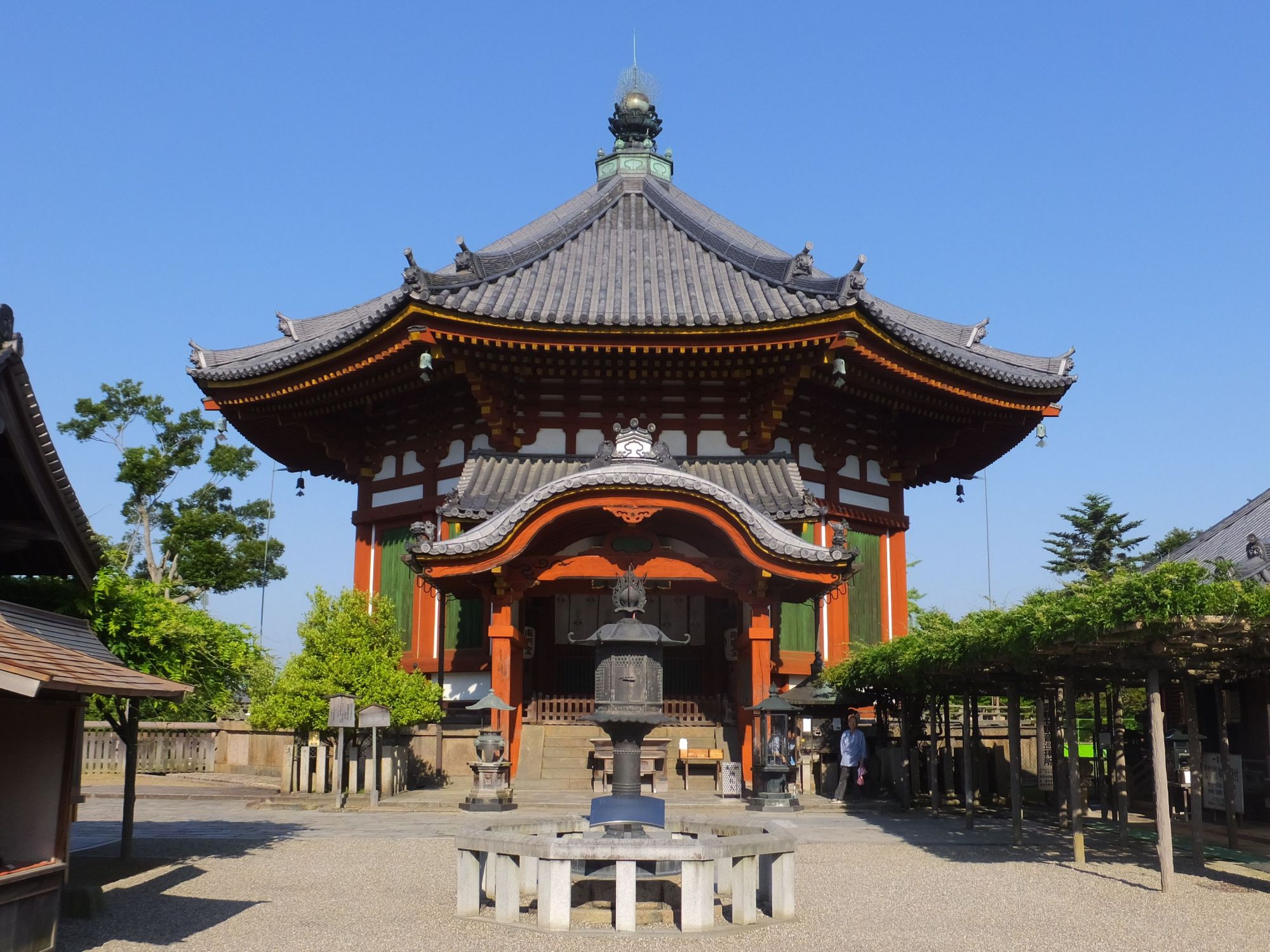
El Nan'endō es la novena parada en la Peregrinación de Saigoku en Kansai.

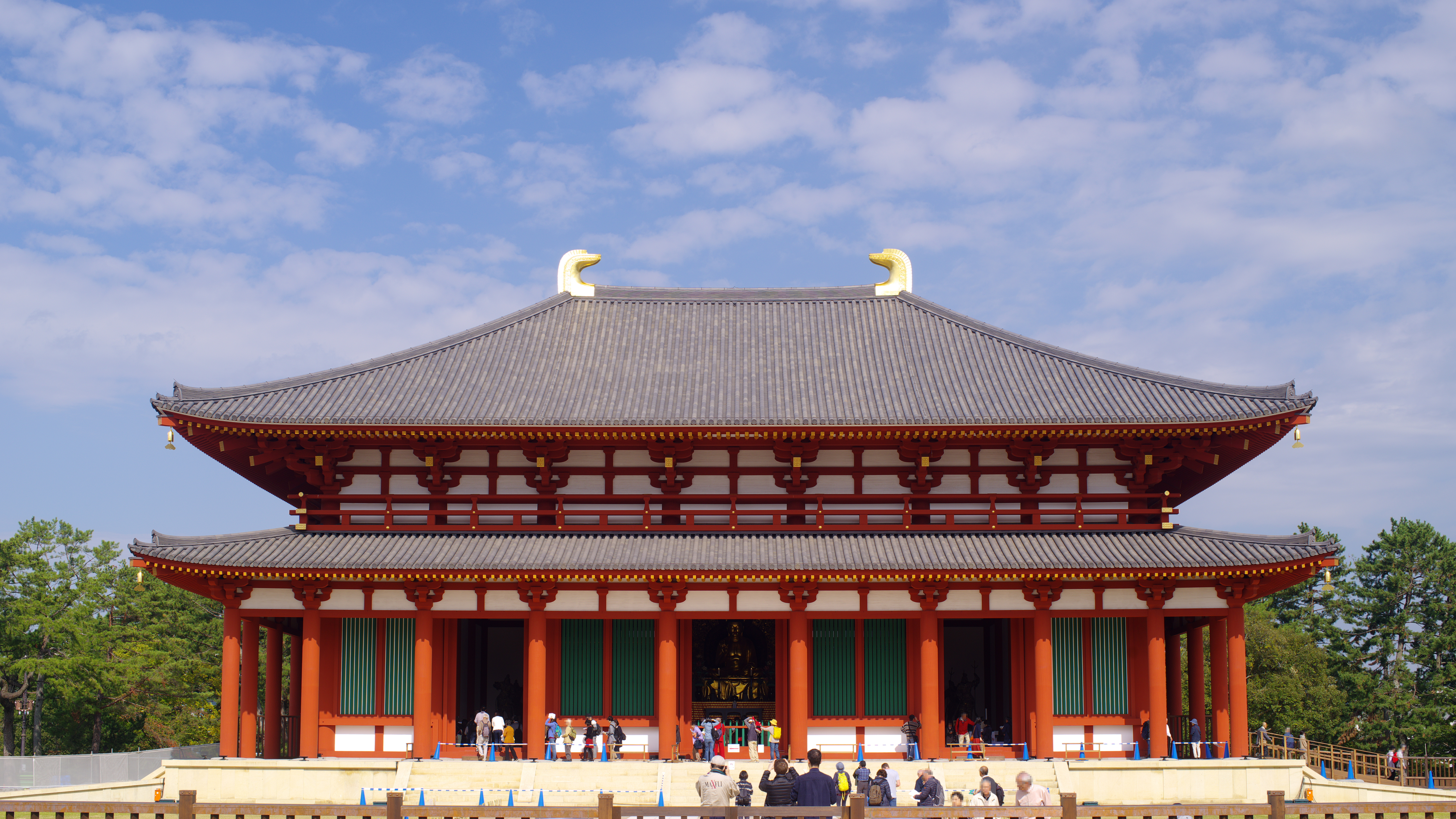
Chū-kondō (Salón Dorado Central).

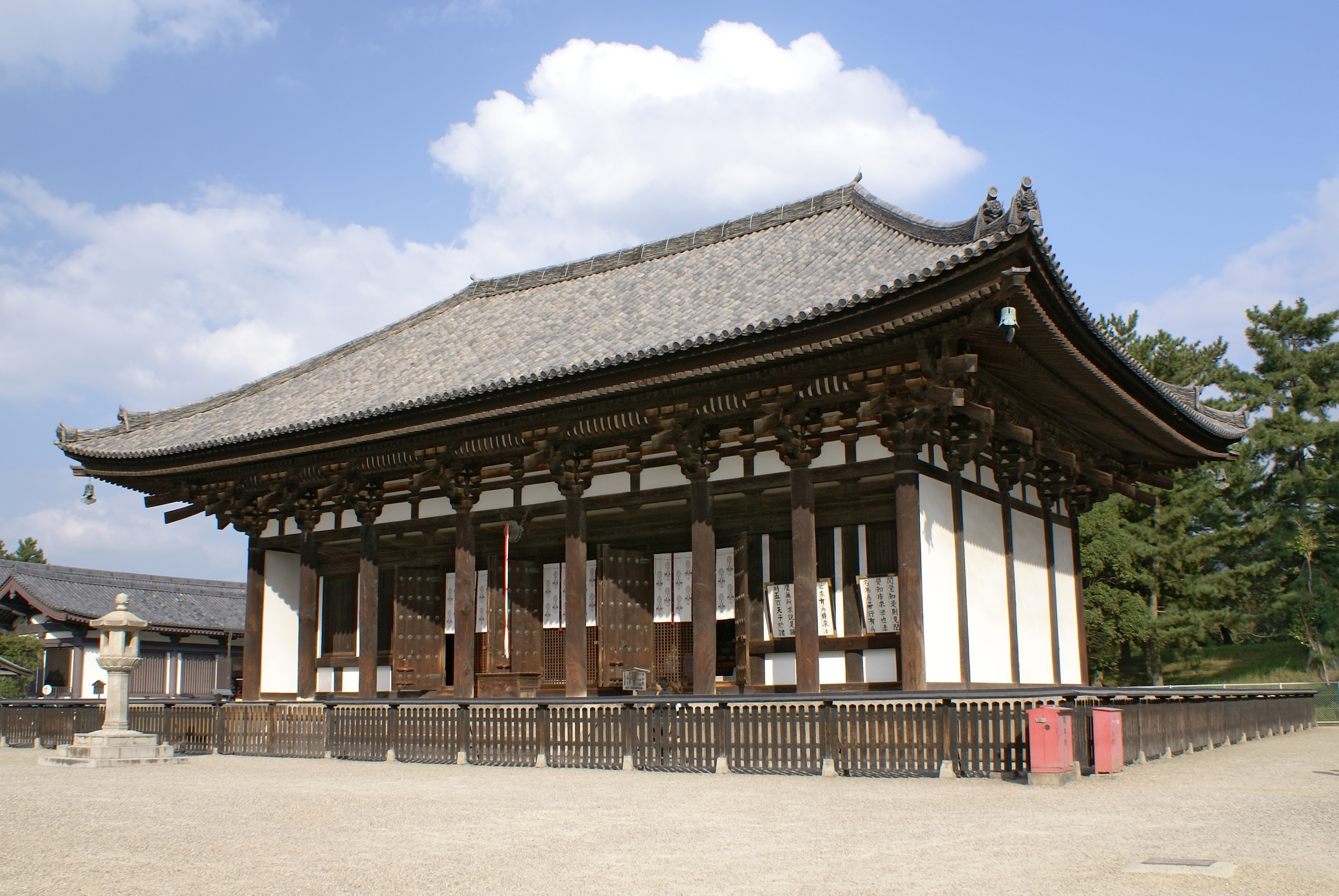
Tō-kondō (Salón Dorado del Este).

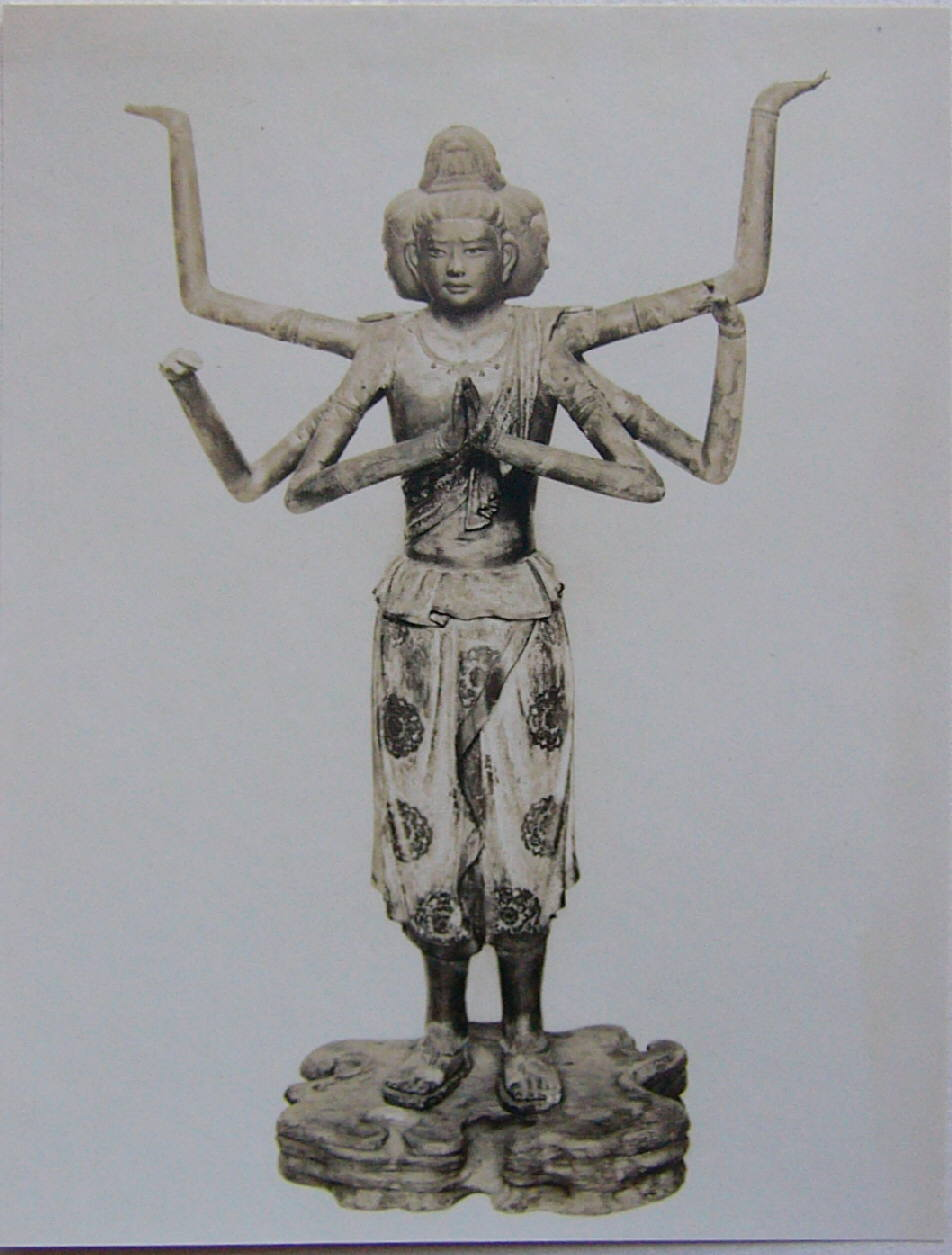
Figura de Asura.

- Salón Dorado del Este (東金堂, Tō-kondō), 1425, uno de los tres antiguos salones dorados (Tesoro Nacional).[4]
- Salón Dorado Central (中金堂, Chū-kondō), reconstruido en 2018, el antiguo edificio temporal del Salón Dorado Central (仮金堂) ahora sirve como Salón de Conferencias temporal (仮講堂).
- Pagoda de cinco pisos (五重 塔, Gojū-no-tō), 1426 (Tesoro Nacional).)[5]
- Pagoda de tres pisos (三重塔, Sanjū-no-tō), 1185-1274 (Tesoro Nacional).[6]
- Salón Octagonal Norte (北円堂, Hoku'endō), 1210 (Tesoro Nacional).[7]
- Salón Octagonal Sur (南円堂, Nan'endō), 1741, sitio n.º 9 de la Peregrinación de Saigoku 33 (Propiedad Cultural Importante).[8]
- Casa de baño (大湯屋, Ōyūya), 1394-1427 (Propiedad Cultural Importante).[9]

## Galería

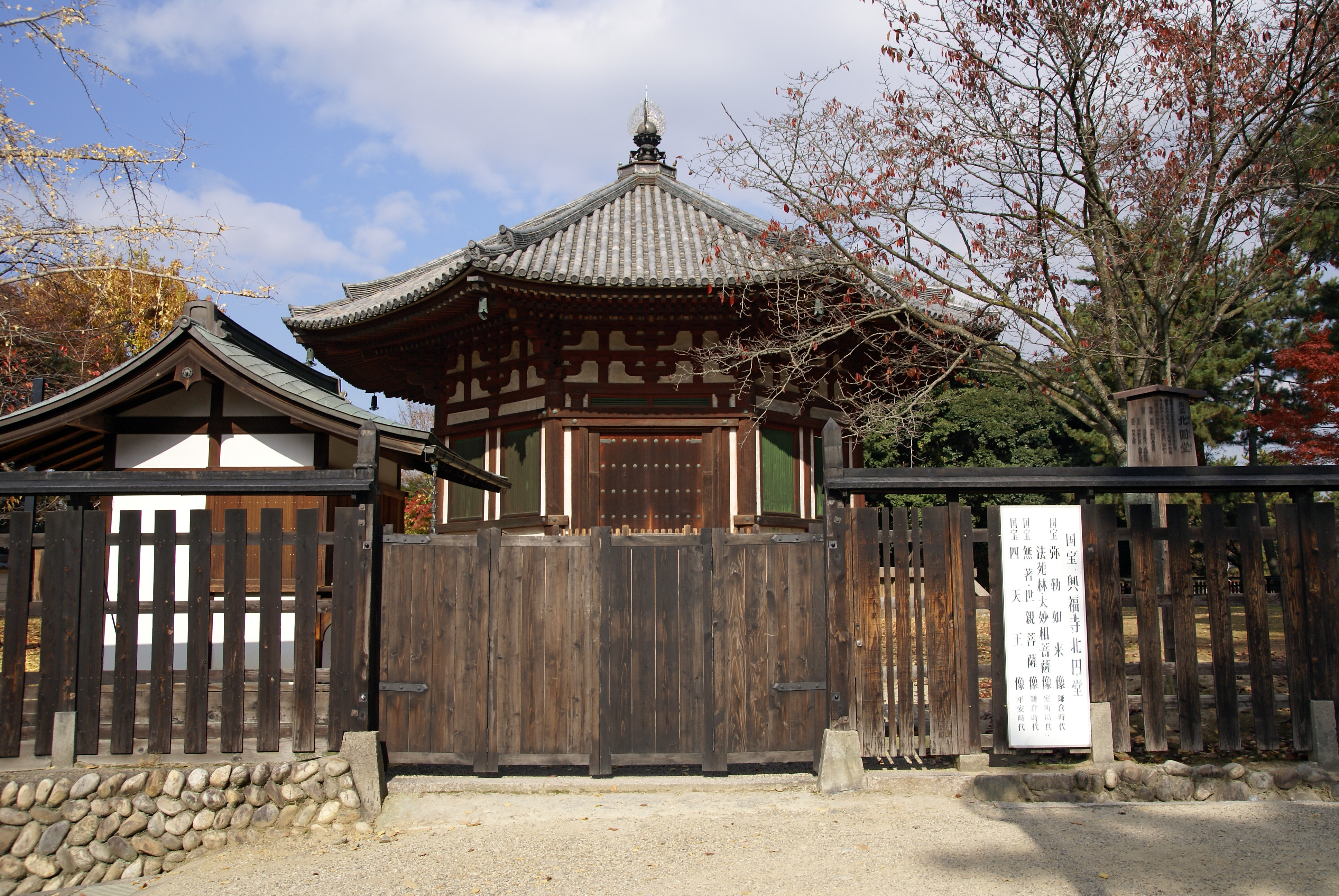
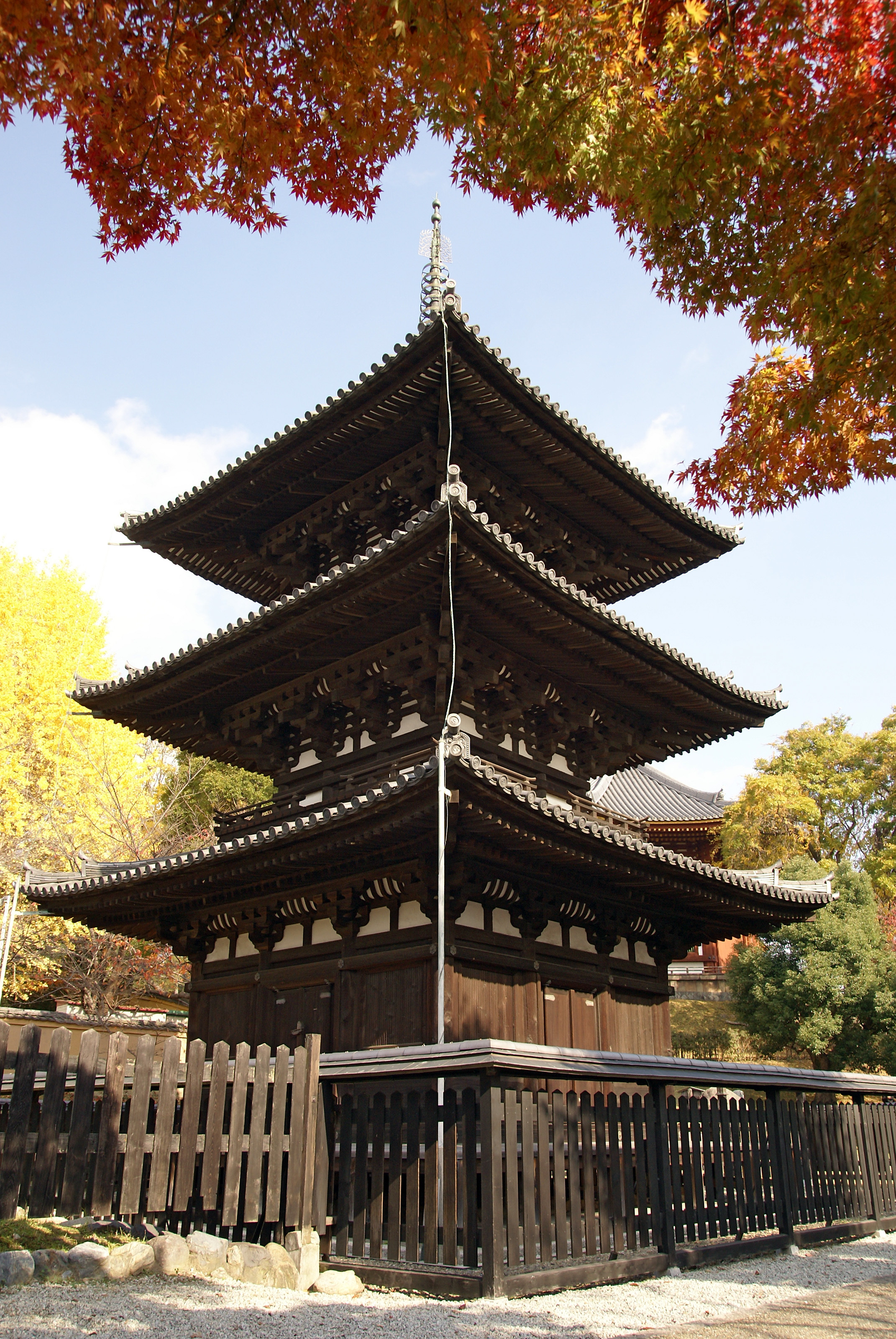
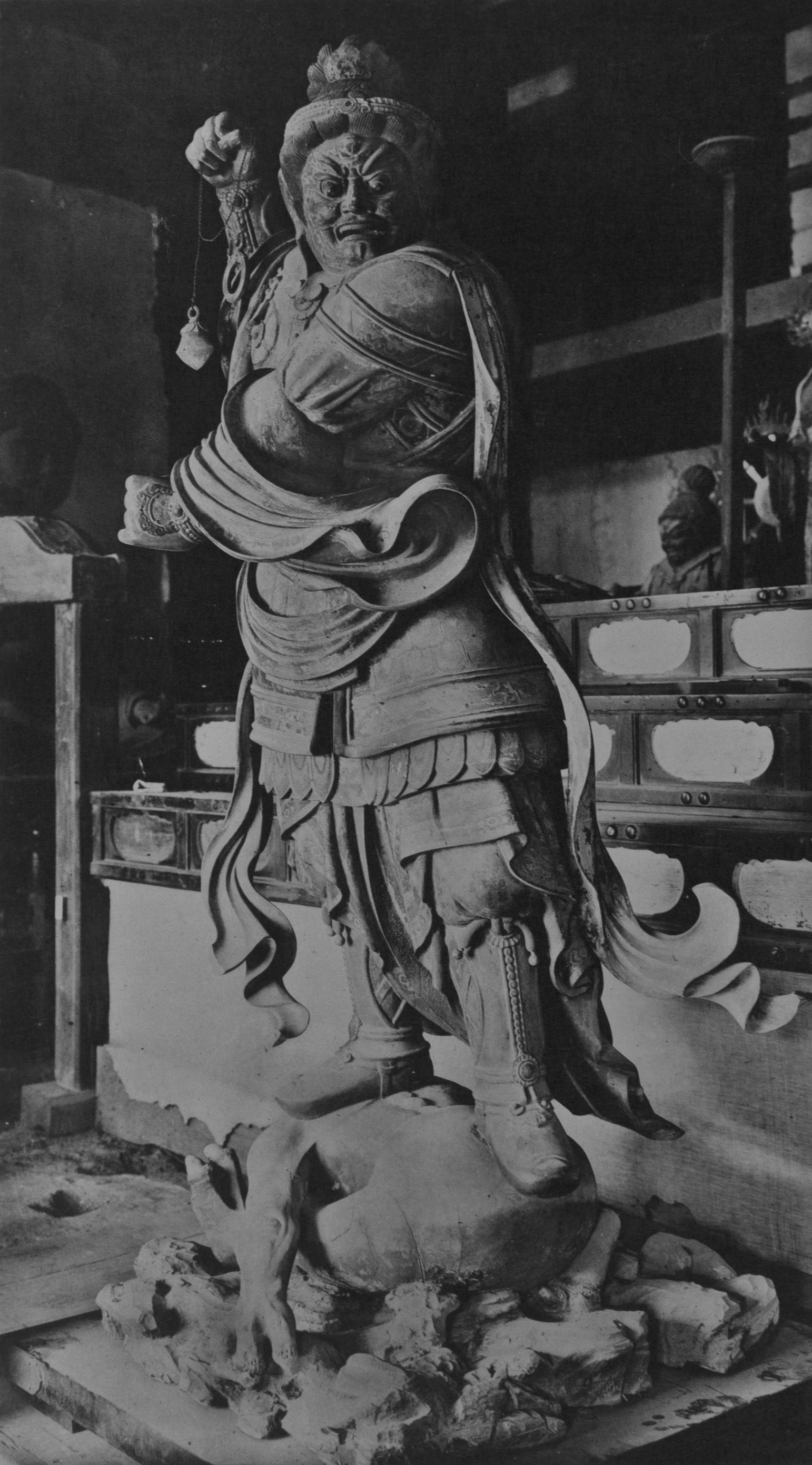